# Rijksmuseum
Bảo tàng Quốc gia Hà Lan (tiếng Hà Lan: [ˈrɛiksmyˌzeːjʏm] ⓘ), Tiếng Anh: Rijksmuseum) là một viện bảo tàng quốc gia Hà Lan dành riêng cho nghệ thuật và lịch sử ở Amsterdam. Bảo tàng nằm tại Quảng trường Bảo tàng tại quận Nam Amsterdam, gần bảo tàng Van Gogh, bảo tàng Stedelijk Amsterdam, và Concertgebouw.
Bảo tàng Rijksmuseum thành lập ở The Hague năm 1800 và chuyển đến Amsterdam năm 1808, lần đầu tiên bảo tàng được đặt tại Cung điện Hoàng gia và sau đó là trong Trippenhuis. Tòa nhà chính hiện tại do Pierre Cuypers thiết kế và mở cửa lần đầu tiên năm 1885. Ngày 13 tháng 4 năm 2013, sau mười năm cải tạo với chi phí 375 triệu €, tòa nhà chính đã được Nữ hoàng Beatrix mở cửa trở lại. Năm 2013 và 2014, đây là bảo tàng có số khách tham quan nhiều nhất ở Hà Lan với con số kỷ lục là 2,2 triệu và 2,47 triệu lượt khách tham quan. Đây cũng là bảo tàng nghệ thuật lớn nhất nước.
Bảo tàng có trưng bày 8.000 hiện vật nghệ thuật và lịch sử, từ tổng số 1 triệu hiện vật từ những năm 1200-2000, trong đó có một số kiệt tác của Rembrandt, Frans Hals, và Johannes Vermeer. Bảo tàng cũng có một bộ sưu tập châu Á nhỏ, mà đang được trưng bày tại phòng châu Á.

## Lịch sử

### Thế kỷ 18

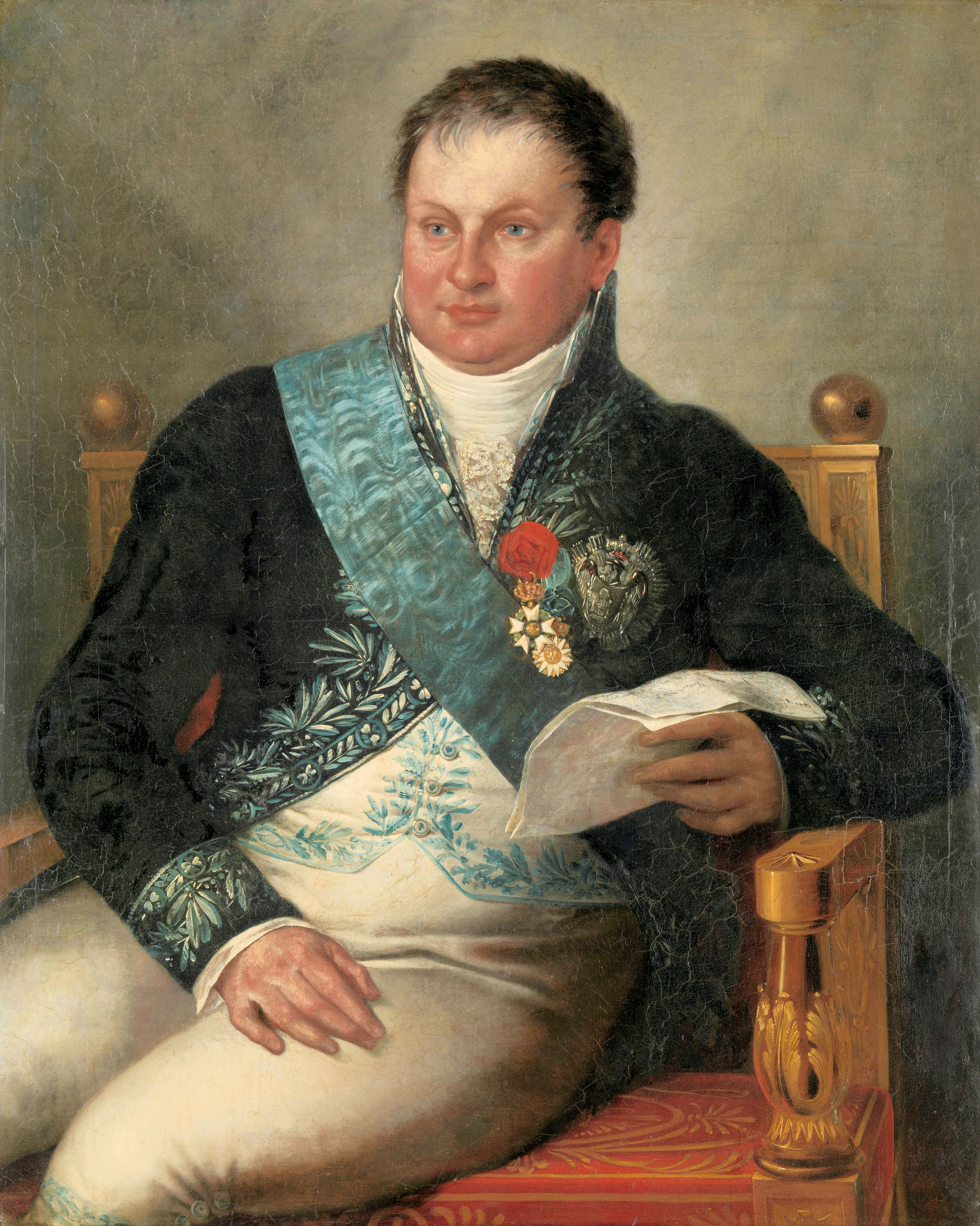
Isaac Gogel (1765–1821)

Năm 1795, nhân dịp thành lập Cộng hòa Batavian, Bộ trưởng Bộ Tài chính Isaac Gogel lập luận rằng một bảo tàng quốc gia, tương tự như Bảo tàng Louvre của Pháp, sẽ đem đến nhiều lợi ích cho quốc gia. Ngày 19 tháng 11 năm 1798, chính phủ quyết định thành lập bảo tàng.

### Thế kỷ 21

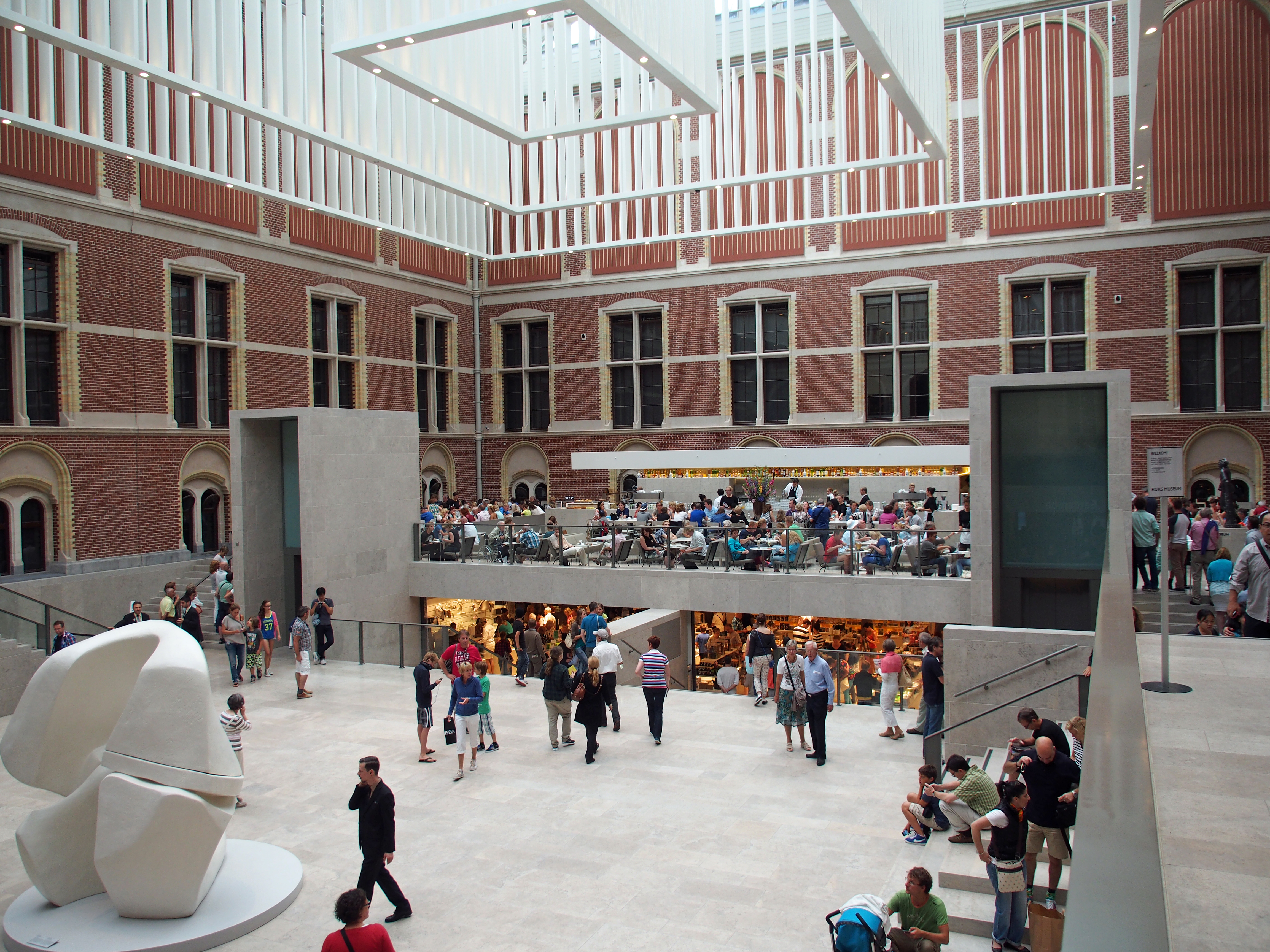
Khoảng không gian thông tầng sau khi cải tạo năm 2013

### Danh sách giám đốc
- Cornelis Sebille Roos[1]
- Cornelis Apostool (1808–1844)[1]
- Jan Willem Pieneman (1844–1847)[18]
- Johann Wilhelm Kaiser (1873–1883)

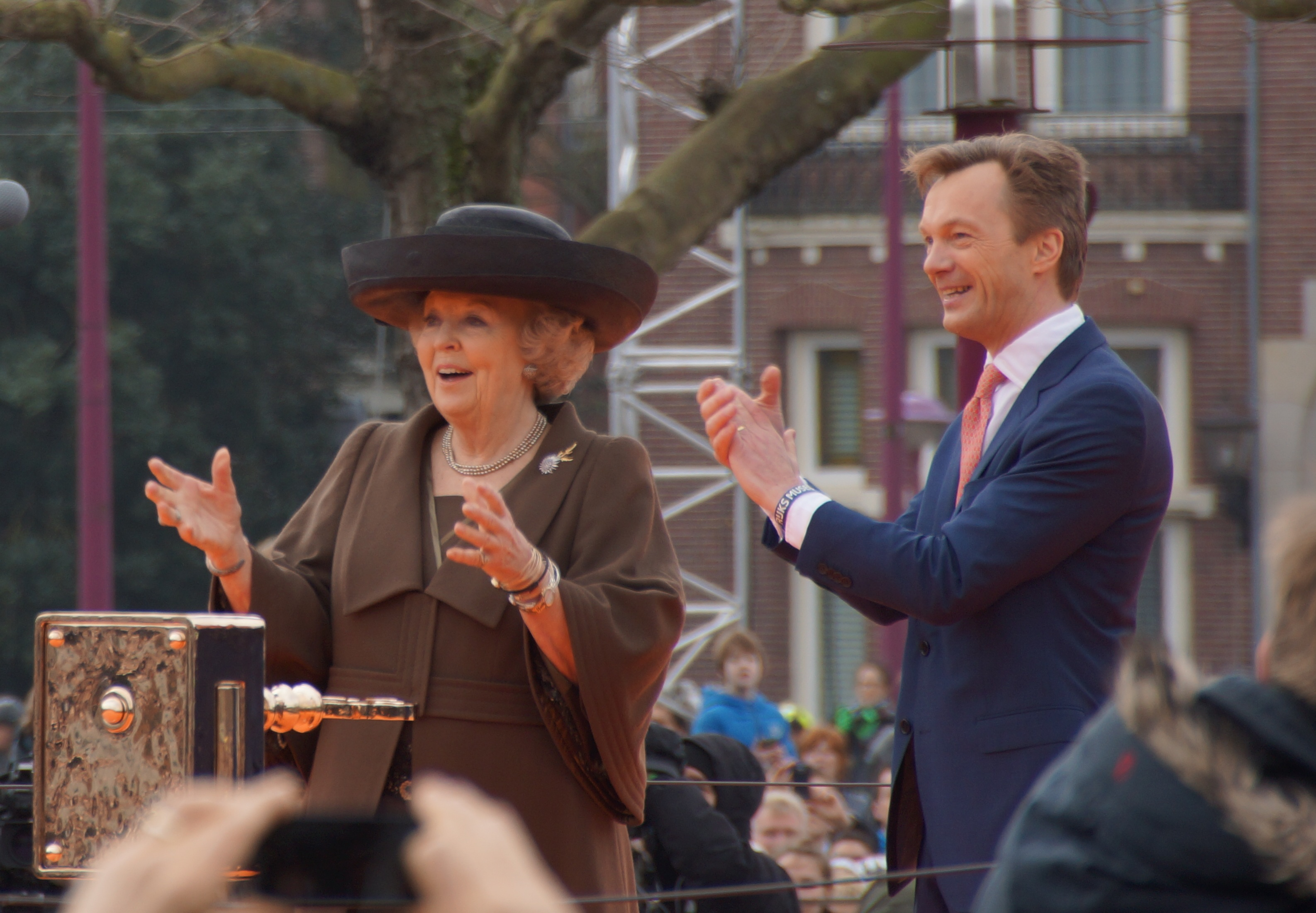
Nữ hoàng Beatrix và giám đốc bảo tàng Wim Pijbes năm 2013

- Frederik Daniël Otto Obreen (1883–1896)[19]
- Barthold Willem Floris van Riemsdijk (1897–1921)[20]
- Frederik Schmidt-Degener (1921–1941)[21]
- David Röell (1945–1959)[22]
- Arthur F.E. van Schendel (1959–1975)[23]
- Simon Levie (1975–1989)[23]
- Henk van Os (1989–1996)[24]
- Ronald de Leeuw (1996–2008)[25]
- Wim Pijbes (2008–2016)[26]
- Taco Dibbits (2016–nay)[27]

## Phòng trưng bày

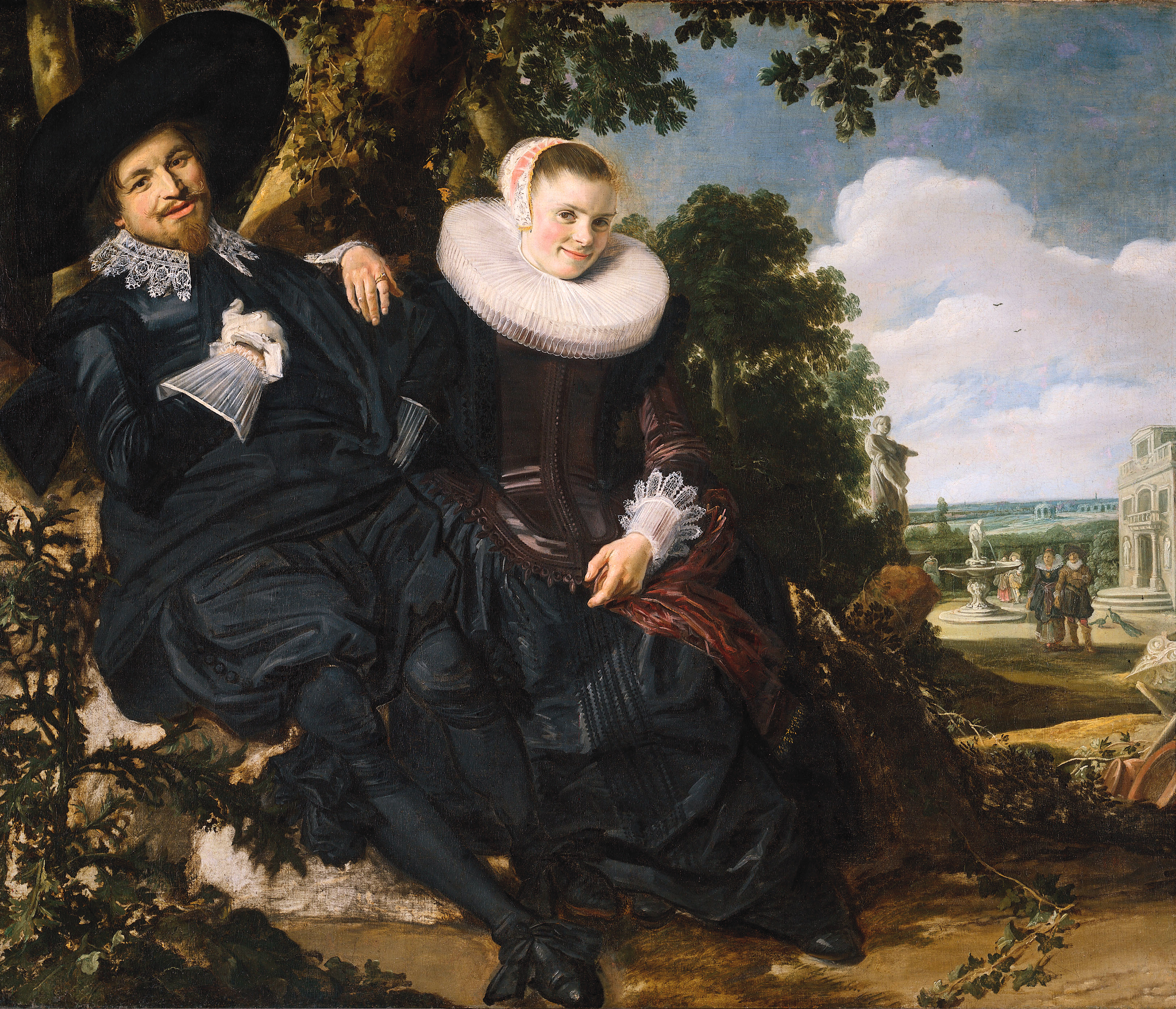
Portrait of a Young Couple (1622) của Frans Hals
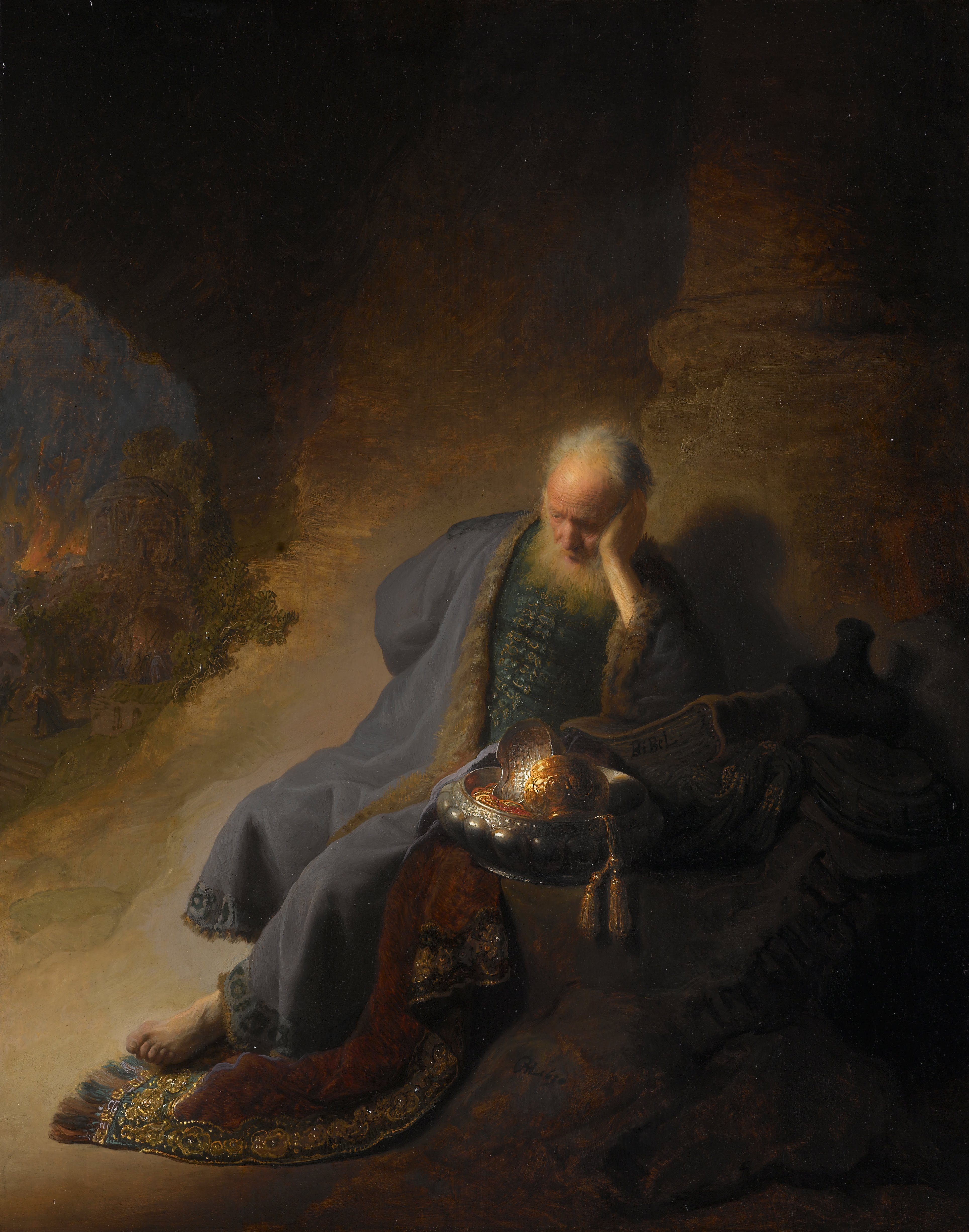
Jeremiah Lamenting the Destruction of Jerusalem (1630) của Rembrandt
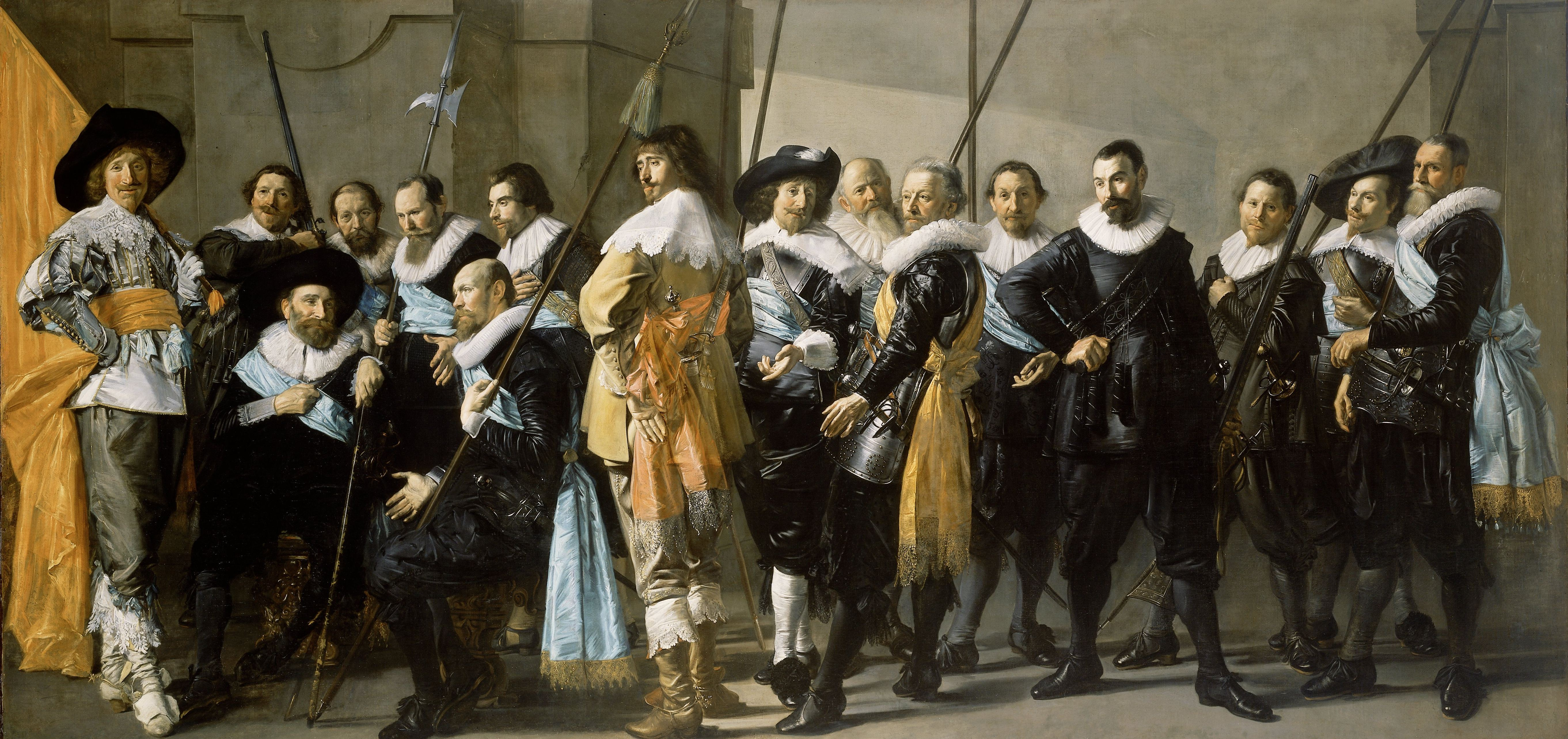
The Meagre Company (1633–37) của Frans Hals và Pieter Codde
The Night Watch (1642) của Rembrandt
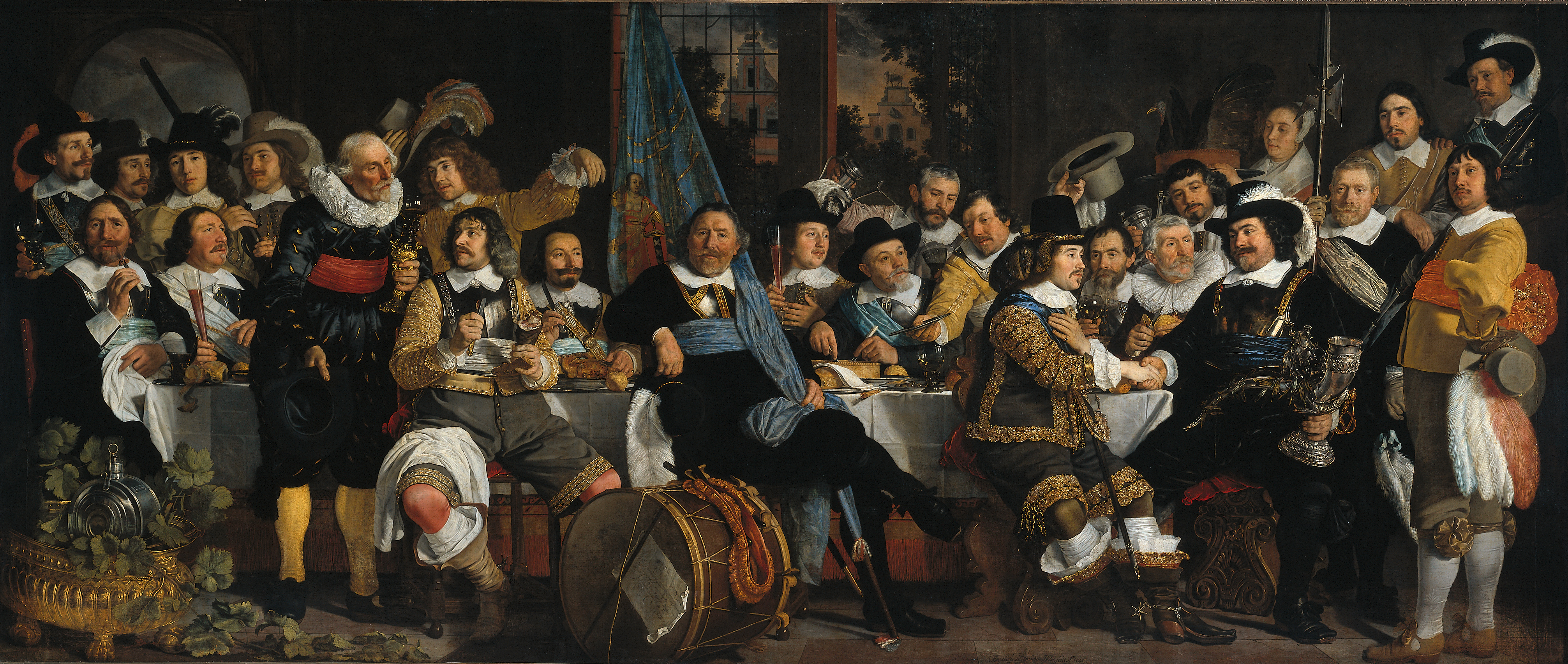
Banquet at the Crossbowmen's Guild in Celebration of the Treaty of Münster (1648) của Bartholomeus van der Helst
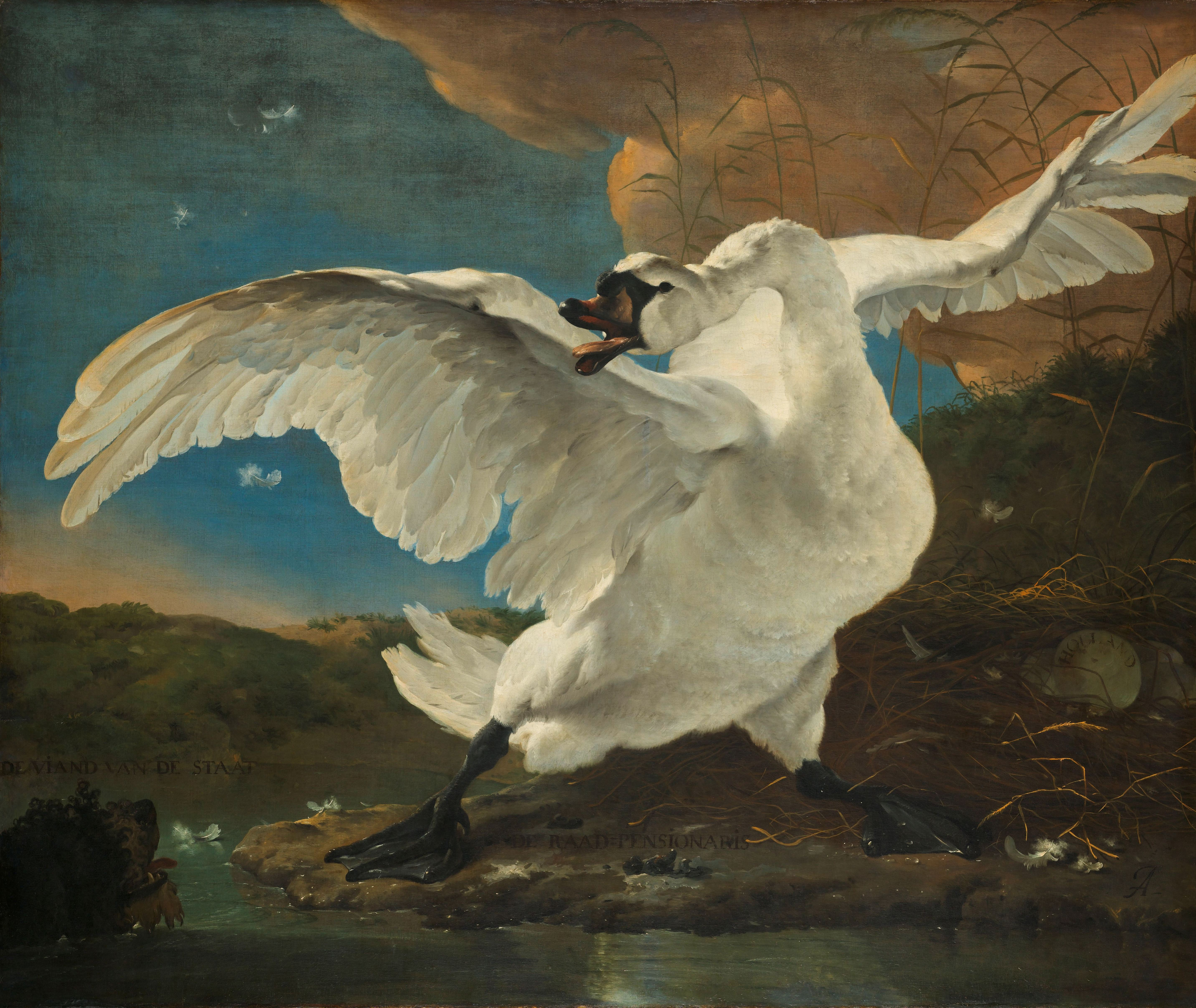
The Threatened Swan (k. 1650) của Jan Asselijn
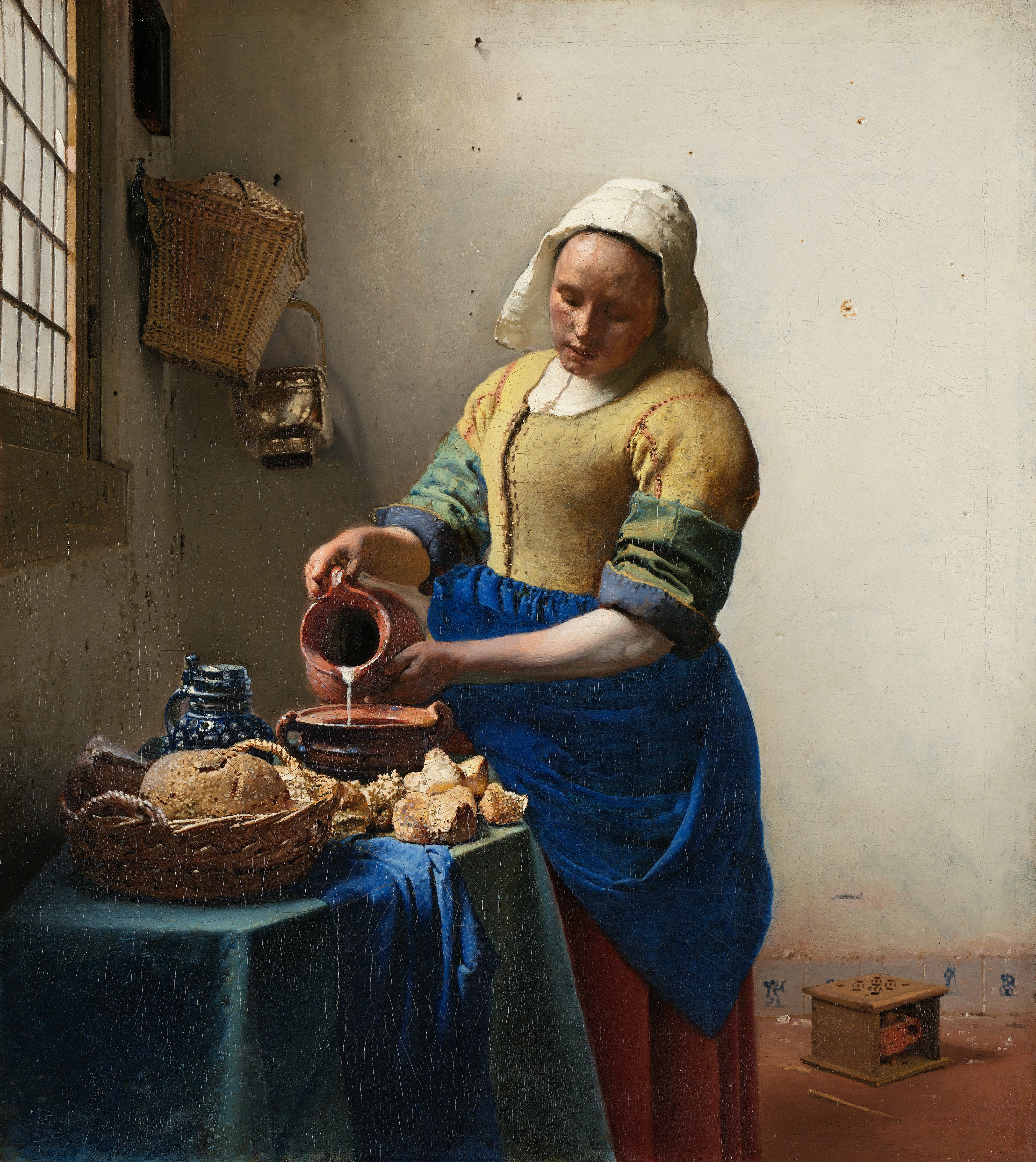
The Milkmaid (k. 1657–58) của Johannes Vermeer
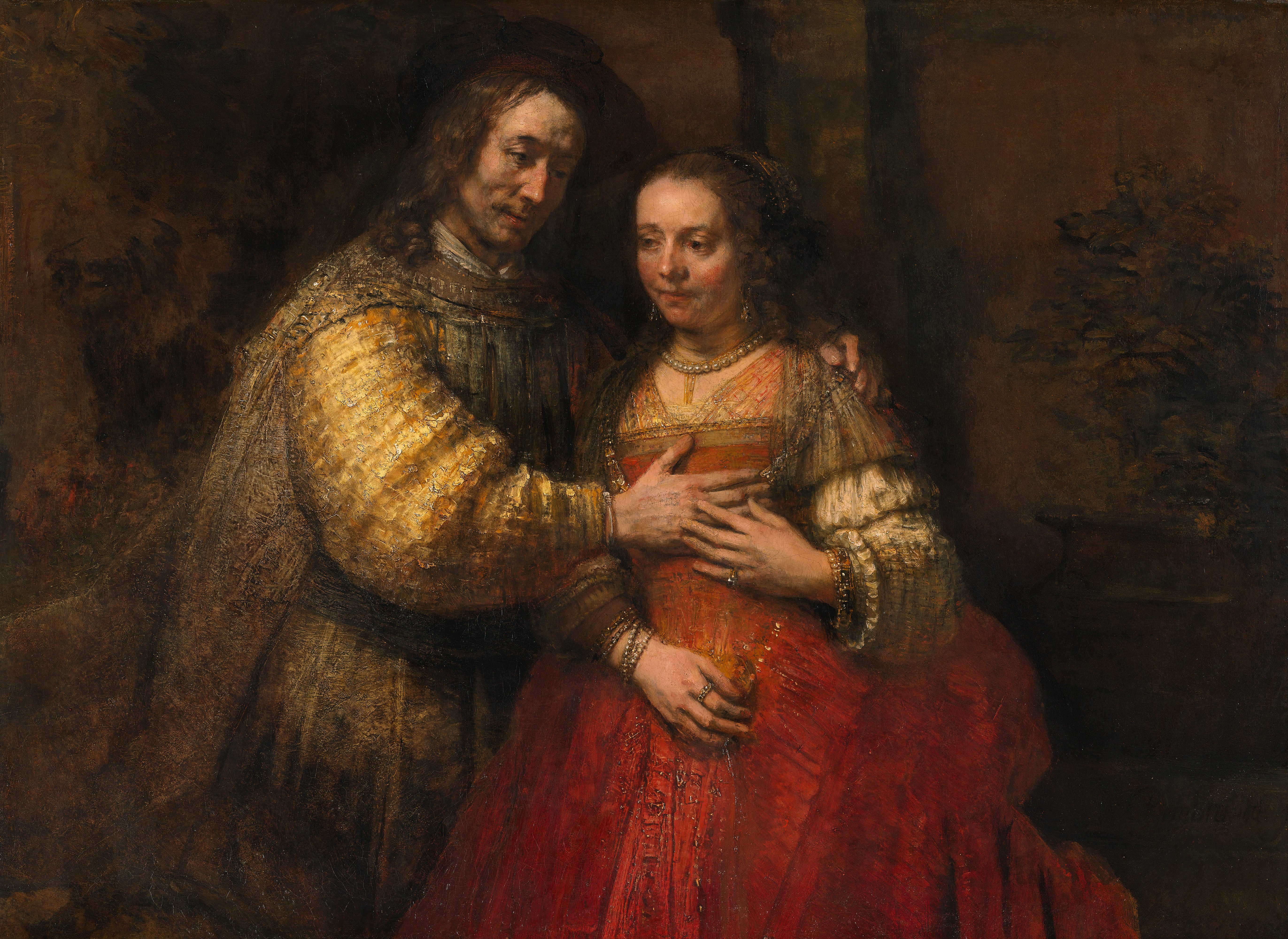
The Jewish Bride (k. 1667) của Rembrandt
Girl in a Blue Dress (1641) của Johannes Cornelisz Verspronck
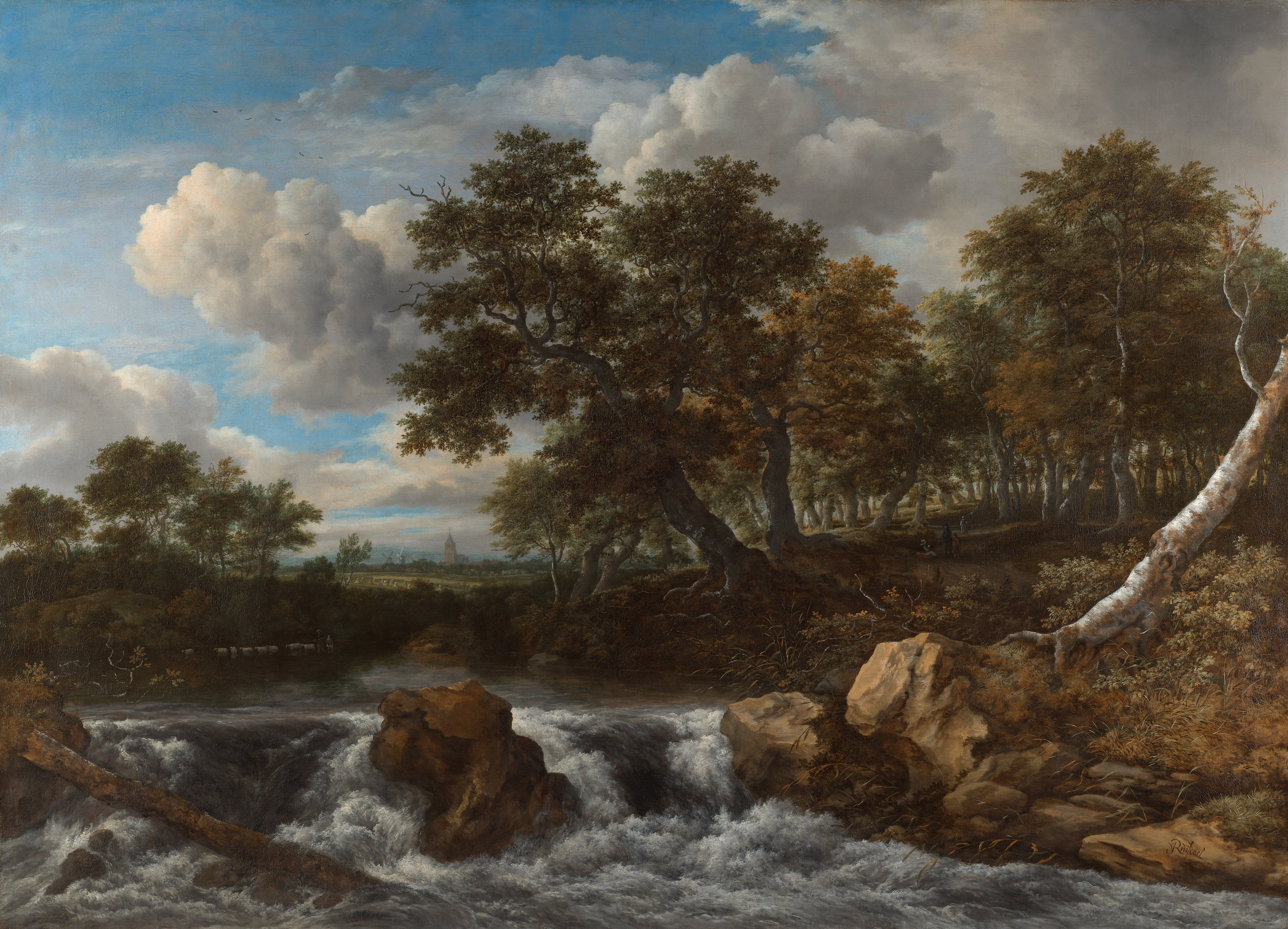
Landscape with Waterfall (1660s) của Jacob van Ruisdael
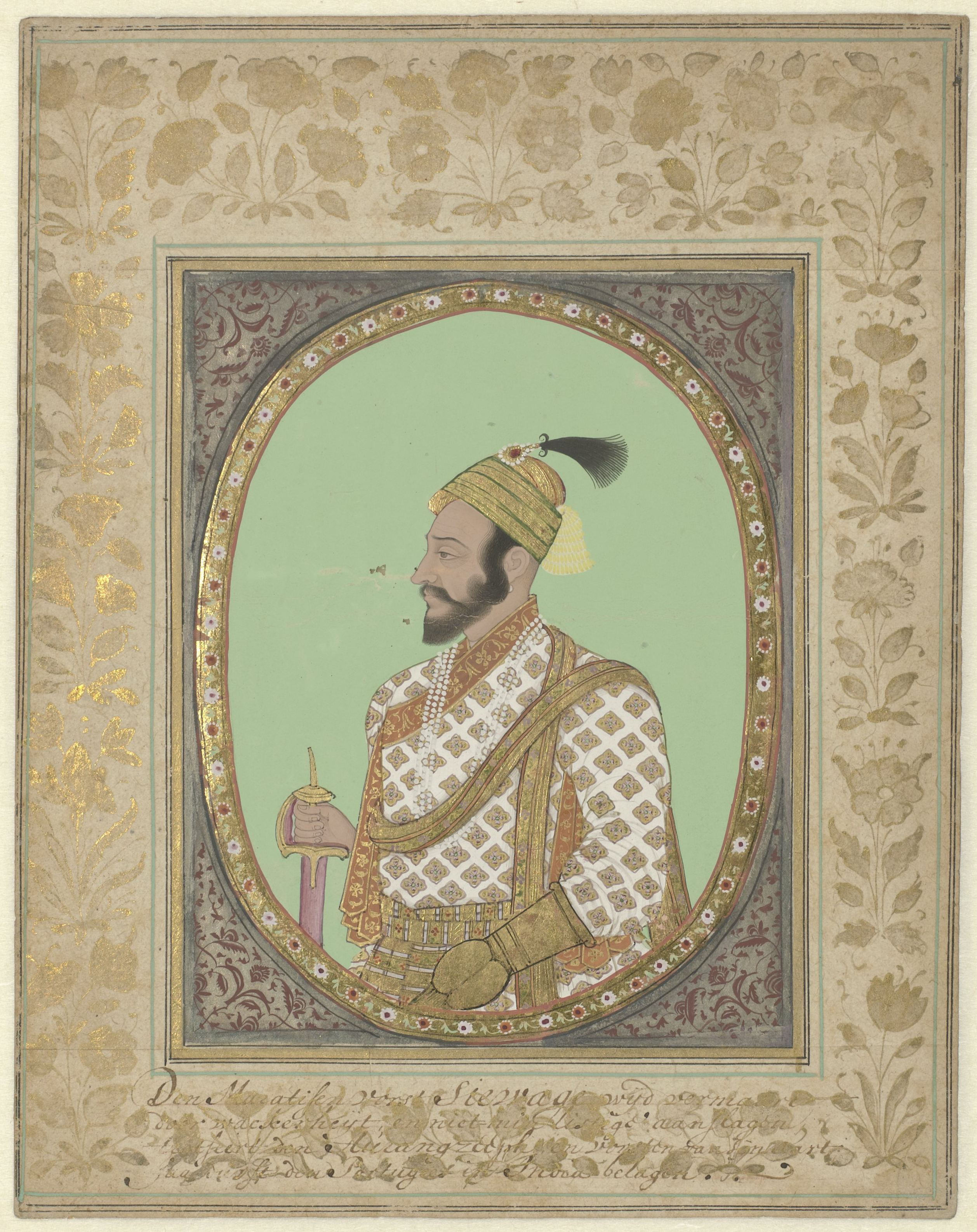
Chân dung Shivaji (thập niên 1680) tại Rijksmuseum (1630-80)

## Tòa nhà
Tòa nhà của Rijksmuseum do Pierre Cuypers thiết kế và mở cửa năm 1885, bao gồm hai quảng trường với một giếng trời ở mỗi trung tâm. Ở trục trung tâm là một đường hầm với các lối vào ở tầng trệt và Phòng trưng bày Danh dự ở tầng một. Tòa nhà cũng có một thư viện. Phần mảnh vỡ của tòa nhà mang thương hiệu Philips trưng bày các mảnh vỡ của tòa nhà, thể hiện lịch sử kiến trúc ở Hà Lan. Rijksmuseum là một rijksmonument (di sản quốc gia) từ năm 1970 và được liệt kê trong 100 di sản hàng đầu của Hà Lan năm 1990. Gian Châu Á do Cruz y Ortiz thiết kế và mở cửa năm 2013.
Theo Muriel Huisman, Kiến trúc sư dự án cải tạo Rijksmuseum, "Cruz y Ortiz luôn muốn tìm kiếm sức mạnh tổng hợp giữa cũ và mới, và chúng tôi cố gắng không giải thích mọi thứ bằng kiến trúc của mình". Với Rijks, "không có sự phân biệt giữa cũ và mới; chúng tôi đã cố gắng hợp nhất nó. Chúng tôi đã làm điều này bằng cách tìm kiếm các vật liệu đúng với tòa nhà ban đầu, dẫn đến một kiểu kiến trúc thinh lặng."

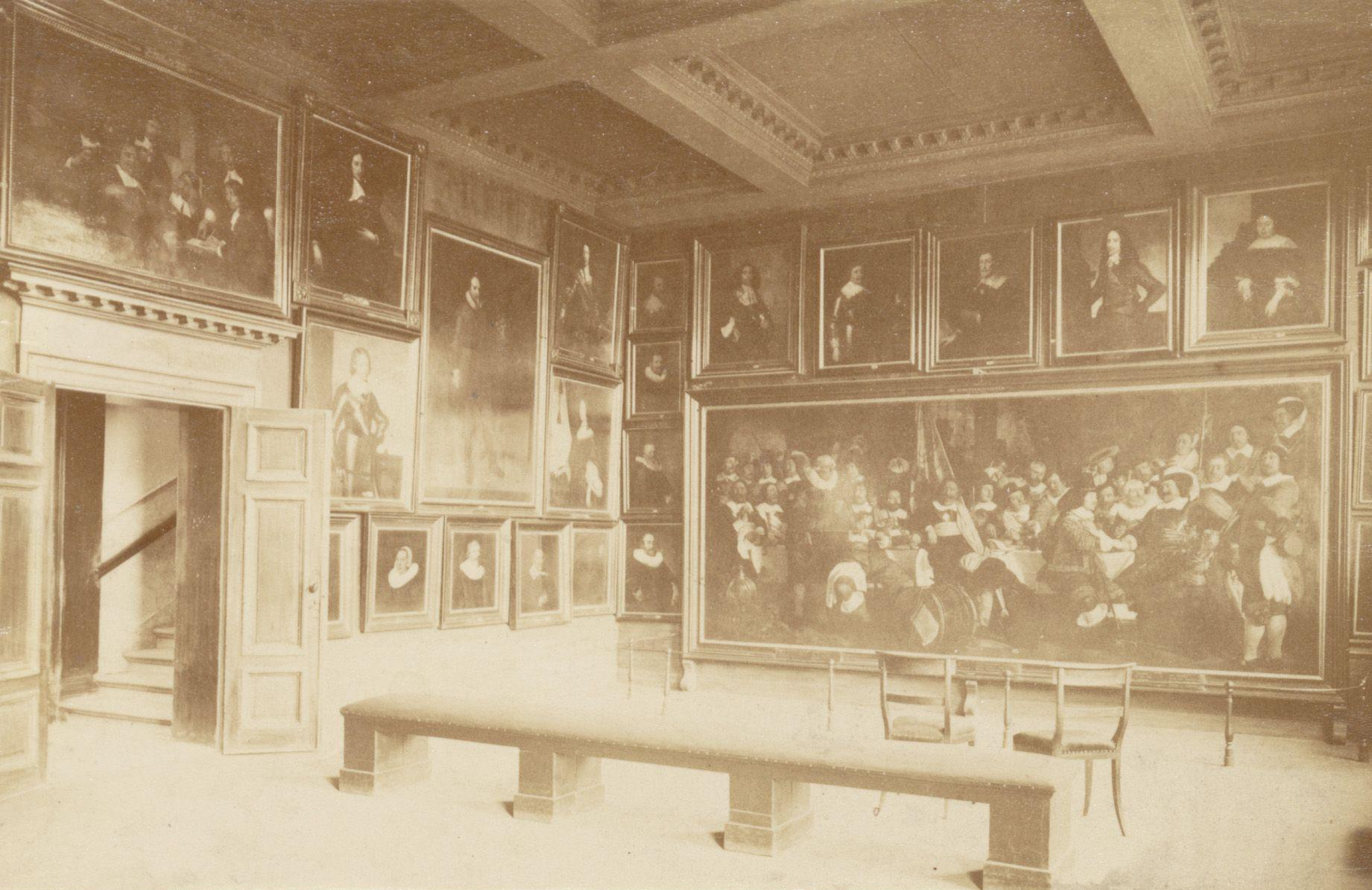
Bảo tàng Rijksmuseum nằm ở Trippenhuis giữa năm 1817 và 1885.
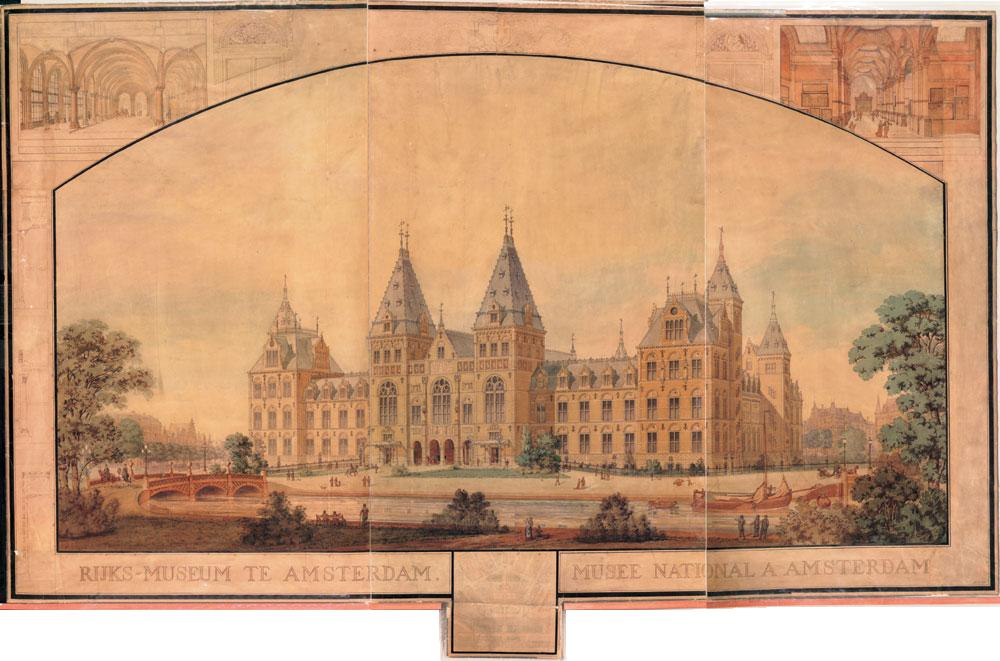
Bản vẽ thiết kế của Pierre Cuypers vào năm 1876.
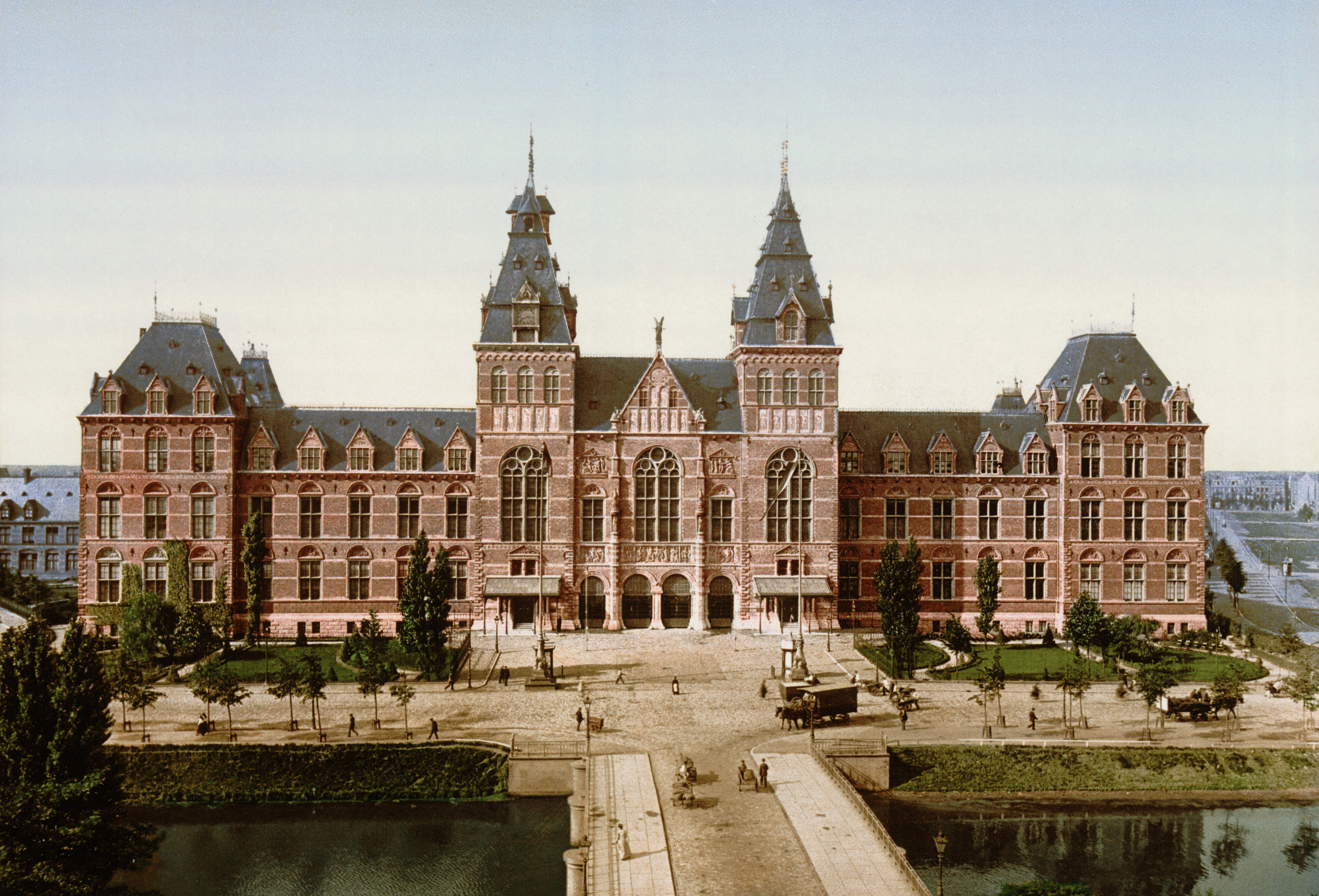
Mặt trước của tòa nhà Cuypers, khoảng năm 1895.
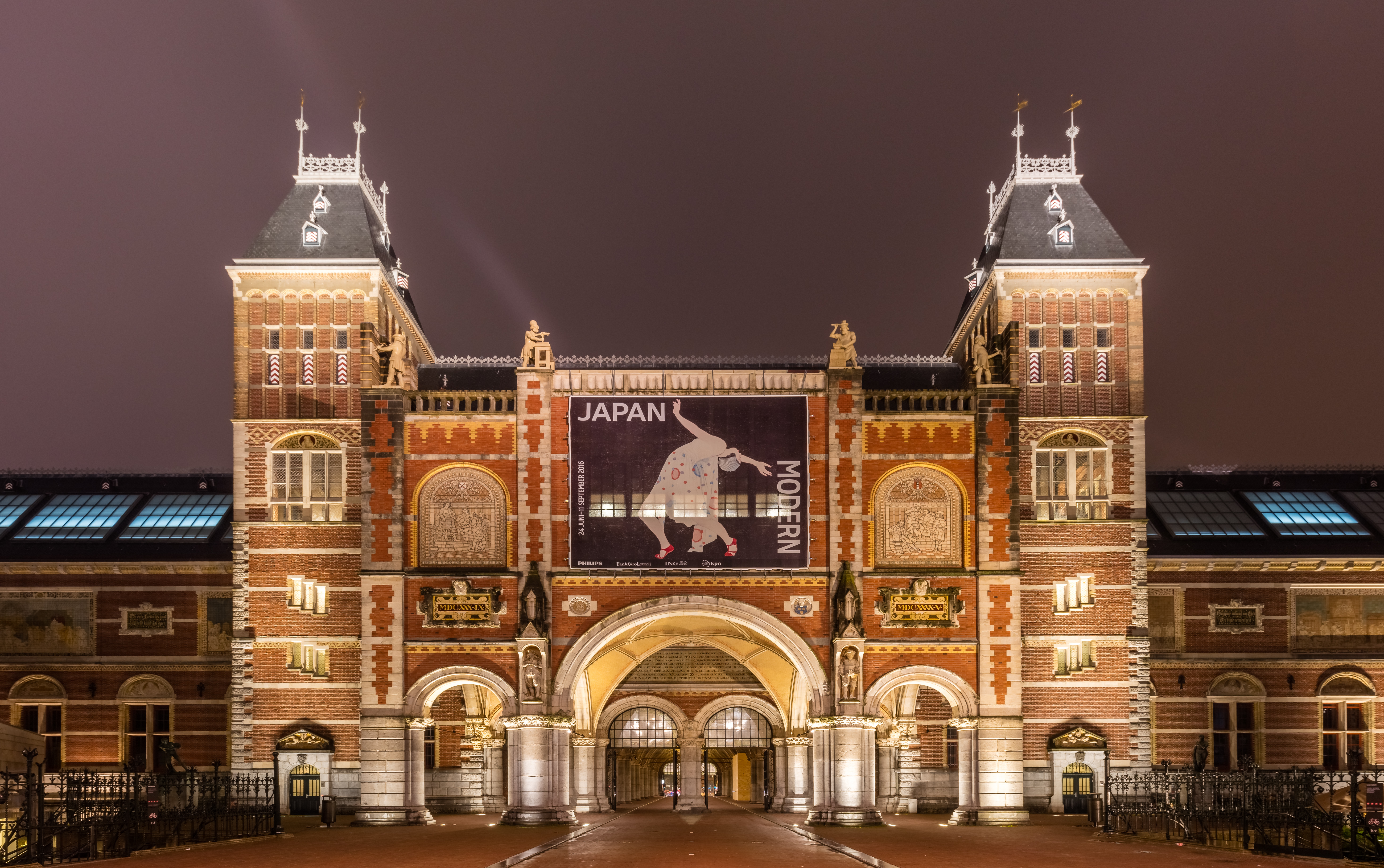
Quang cảnh mặt tiền vào ban đêm.
- Video của Rijksmuseum (2016).